# 阮高祺娫
阮高祺娫（1965年6月30日—），是翠娥中心旗下音樂綜藝節目『巴黎之夜』的司儀，活躍於海外（美國）越僑的娛樂圈。
阮高祺娫出生於南越時期的西貢，其父為原南越總理阮高祺。1975年西貢淪陷之後，由於怕遭當局迫害，舉家遷往美國。